# 道格·鲍登
道格·鲍登（英語：Doug Bowden，1906年11月24日—1996年4月20日），澳大利亚男子赛艇运动员。他曾代表澳大利亚参加1938年大英帝国运动会赛艇比赛，获得男子八人单桨有舵手银牌。